# USS George K. MacKenzie (DD-836)
USS George K. MacKenzie (DD-836) là một tàu khu trục lớp Gearing được Hải quân Hoa Kỳ chế tạo vào giai đoạn cuối Chiến tranh Thế giới thứ hai. Nó là chiếc tàu chiến duy nhất của Hải quân Mỹ được đặt theo tên Thiếu tá Hải quân George K. MacKenzie (1910–1943), người đã tử trận khi tàu ngầm USS Triton (SS-201) do ông chỉ huy bị ba tàu khu trục Nhật Bản đánh chìm ở phía Bắc quần đảo Admiralty, và được truy tặng Huân chương Chữ thập Hải quân. Hoàn tất khi chiến tranh đã sắp kết thúc, con tàu tiếp tục phục vụ trong giai đoạn Chiến tranh Lạnh, Chiến tranh Triều Tiên và Chiến tranh Việt Nam cho đến năm 1976. Nó bị đánh chìm như một mục tiêu cùng năm đó. George K. MacKenzie được tặng thưởng sáu Ngôi sao Chiến trận do thành tích phục vụ trong Chiến tranh Triều Tiên.

## Thiết kế và chế tạo
George K. MacKenzie được đặt lườn tại xưởng tàu của hãng Bath Iron Works Corp. ở Bath, Maine vào ngày 21 tháng 12 năm 1944. Nó được hạ thủy vào ngày 13 tháng 5 năm 1945; được đỡ đầu bởi cô Donna MacKenzie, con gái Thiếu tá MacKenzie, và nhập biên chế vào ngày 13 tháng 7 năm 1945 dưới quyền chỉ huy của Hạm trưởng, Trung tá Hải quân Alvin W. Slayden.

## Lịch sử hoạt động

### 1945 - 1950
Sau khi hoàn tất việc chạy thử máy và huấn luyện tại khu vực vịnh Guantánamo, Cuba, George K. MacKenzie quay trở lại Xưởng hải quân Boston tại Boston, Massachusetts vào ngày 15 tháng 9 năm 1945 để sửa chữa sau thử máy, rồi sau đó tham gia những lễ hội nhân ngày Hải quân 27 tháng 10 tại Savannah, Georgia. Nó phục vụ cùng Lực lượng Phát triển Tác chiến từ cảng nhà Norfolk, Virginia, tham gia các hoạt động thực hành huấn luyện và hộ tống dọc theo bờ biển Đại Tây Dương cho đến khi khởi hành vào ngày 5 tháng 1 năm 1948 cho một chuyến viếng thăm thiện chí đến Buenos Aires, Argentina.
Quay trở về Norfolk vào ngày 9 tháng 2, George K. MacKenzie tiếp nối những hoạt động thường lệ tại vùng bờ Đông Hoa Kỳ. Nó thực hiện một chuyến thực tập cho học viên sĩ quan từ tháng 6 đến tháng 7 năm 1948, đi đến Bồ Đào Nha, Ý, Bắc Phi và Cuba. Đến tháng 10, nó khởi hành cho một chuyến đi sang vùng Cận Đông hỗ trợ cho hoạt động gìn giữ hòa bình của Liên Hợp Quốc sau vụ chia tách lãnh thổ Palestine, rồi đi đến vùng biển Adriatic tiếp tục hỗ trợ cho việc Đồng Minh chiếm đóng Lãnh thổ tự do Trieste. Con tàu quay trở về cảng nhà Newport, Rhode Island vào dịp lễ Giáng Sinh.
Sau khi được đại tu tại Xưởng hải quân Boston cho đến tháng 4 năm 1949, George K. MacKenzie tiếp tục các hoạt động huấn luyện và thực tập tại vùng bờ Đông, và thực hiện một chuyến đi sang Địa Trung Hải từ tháng 1 đến tháng 5 năm 1950. Do việc quân đội Bắc Triều Tiên bất ngờ vượt vĩ tuyến 38 tấn công xuống lãnh thổ Nam Triều Tiên vào ngày 25 tháng 6, khiến Chiến tranh Triều Tiên bùng nổ, chiếc tàu khu trục được điều động sang khu vực Thái Bình Dương, và đi đến Trân Châu Cảng vào ngày 1 tháng 7.

### Chiến tranh Triều Tiên 1950 - 1953
Trong lượt phục vụ đầu tiên tại Triều Tiên từ ngày 26 tháng 7 năm 1950 đến ngày 30 tháng 1 năm 1951, George K. MacKenzie đã hộ tống cho các tàu sân bay thuộc Lực lượng Đặc nhiệm 77 trong các phi vụ không kích xuống các mục tiêu tại Bắc Triều Tiên, cũng như hỗ trợ cho trận chiến trên bộ của lực lượng Liên Hợp Quốc. Sau một giai đoạn được đại tu tại San Diego, California từ ngày 15 tháng 2 đến ngày 17 tháng 7 năm 1951, chiếc tàu khu trục lại đi sang vùng chiến sự tiếp tục các hoạt động hộ tống và hỗ trợ cần thiết cho đến tháng 4 năm 1952.
Trong chiến dịch Phong tỏa Wonsan vào năm 1953, George K. MacKenzie đã phục vụ tuần tra chống tàu ngầm cho đội đặc nhiệm, và trực tiếp bắn phá các mục tiêu tại cảng Wonsan vào các ngày 16 và 17 tháng 1, rồi từ ngày 23 tháng 2 đến ngày 21 tháng 3 nhằm hỗ trợ cho lực lượng Liên Hợp Quốc. Cùng với tàu tuần dương hạng nặng Los Angeles (CA-135), nó đã bắn hải pháo hỗ trợ cho lực lượng trên bộ trong trận chiến tại khu vực phụ cận đập Suwon từ ngày 15 đến ngày 19 tháng 4, và phá hủy các đoạn đường sắt dọc bờ biển phía Đông Triều Tiên trong tháng 5.

### 1953 - 1967
Sau khi đạt được một thỏa thuận ngừng bắn giúp kết thúc cuộc xung đột tại Triều Tiên vào tháng 7 năm 1953, George K. MacKenzie quay trở về Hoa Kỳ. Trong giai đoạn từ năm 1953 đến năm 1959, khi đặt cảng nhà tại căn cứ San Diego và sau đó là Long Beach, California, nó đã hoàn tất chín lượt phục vụ tại Viễn Đông, bao gồm các đợt thực tập huấn luyện cùng các chuyến tuần tra tại eo biển Đài Loan. Nó chuyển cảng nhà đến Yokosuka, Nhật Bản, và thường xuyên được bố trí tuần tra trong eo biển Đài Loan, trong một giai đoạn mà lực lượng Đài Loan trên các đảo Mã Tổ và Kim Môn thường xuyên đấu pháo với lực lượng Trung Cộng. Con tàu cũng viếng thăm Hong Kong, Philippines và các cảng Viễn Đông khác.
George K. MacKenzie khởi hành từ vịnh Subic, Philippines vào ngày 23 tháng 3, 1961 để gặp gỡ các tàu sân bay Midway (CV-41) và Lexington (CV-16) trong vịnh Bắc Bộ, và phục vụ như một lực lượng răn đe vào lúc có bất ổn chính trị tại Lào, vốn có nguy cơ lực lượng Pathet Lào và Bắc Việt Nam sẽ lật đổ chính phủ Hoàng gia thân phương Tây. Sau khi vụ khủng hoảng lắng dịu, chiếc tàu khu trục tiếp tục hoạt động trước khi quay trở về Hoa Kỳ, đi đến cảng nhà mới tại New York vào ngày 11 tháng 12, 1962. Nó đi vào Xưởng hải quân Brooklyn để được nâng cấp trong khuôn khổ Chương trình Hồi sinh và Hiện đại hóa Hạm đội (FRAM: Fleet Rehabilitation and Modernization), nhằm kéo dài tuổi thọ phục vụ thêm 15-20 năm, bổ sung thiết bị điện tử và cảm biến hiện đại, cùng tên lửa RUR-5 ASROC và máy bay trực thăng không người lái chống tàu ngầm Gyrodyne QH-50 DASH. Nó hoàn tất công việc nâng cấp vào tháng 10, 1963.
George K. MacKenzie sau đó được thuyên chuyển sang cảng nhà mới tại Long Beach, California, đi đến nơi vào ngày 28 tháng 1, 1964 và bắt đầu chuẩn bị cho lượt phục vụ tiếp theo tại khu vực Tây Thái Bình Dương. Nó khởi hành từ vùng bờ Tây vào ngày 26 tháng 5, và đi đến Yokosuka, Nhật Bản vào ngày 13 tháng 6, nơi mà trong hai năm tiếp theo nó luân phiên các hoạt động tuần tra và huấn luyện tại vùng biển Nhật Bản với những đợt phục vụ trong cuộc Chiến tranh Việt Nam, đặc biệt là trong vai trò hộ tống các tàu sân bay và bắn phá các vị trí đôi phương dọc bờ biển Việt Nam. Nó quay trở về Long Beach vào ngày 3 tháng 8, 1966, trải qua một đợt đại tu, rồi lại được phái sang sang Viễn Đông vào giữa năm 1967, tiếp tục hoạt động trong cuộc Chiến tranh Việt Nam. Nó đang hộ tống cho Forrestal (CVA-59) vào ngày 29 tháng 7, khi một vụ hỏa hoạn xảy ra bên trên chiếc tàu sân bay; nó đã trợ giúp chữa cháy và sau đó hộ tống Forrestal đi đến vịnh Subic, Philippines để sửa chữa.

### 1968 - 1970
George K. MacKenzie cùng với Hải đội Khu trục 3 lại được cho chuyển cảng nhà từ Long Beach đến Yokosuka, Nhật Bản vào tháng 7, 1968. Trong hai năm tiếp theo nó hoạt động chủ yếu tại vùng biển ngoài khơi Việt Nam, phục vụ tại Trạm Yankee để hộ tống các tàu sân bay cũng như hỗ trợ hải pháo cho lực lượng trên bộ tại Nam Việt Nam. Con tàu cũng có mặt tại vùng biển Nhật Bản ngoài khơi bờ biển Triều Tiên, và viếng thăm các cảng vịnh Subic, Philippines; Cao Hùng và Cơ Long, Đài Loan; Hong Kong và Bangkok. Đến tháng 7, 1970, toàn hải đội được điều động trở lại San Diego, và sau khi nghỉ ngơi con tàu được đại tu trong năm tháng tại Xưởng hải quân Long Beach.

### 1971 - 1976
Vào năm 1971, George K. MacKenzie lại được phái sang Việt Nam làm nhiệm vụ hộ tống cho hạm đội và bắn phá bờ biển, hoạt động phối hợp cùng các tàu chiến khác bao gồm tàu tuần dương hạng nhẹ Oklahoma City (CLG-5) và tàu tuần dương hạng nặng Newport News (CA-148). Vào mùa xuân năm 1972, nó tham gia Chiến dịch Freedom Train để bắn phá các mục tiêu tại Bắc Việt Nam, và sau đó trong các chiến dịch Linebacker 1 và Linebacker 2; con tàu đã tiêu phí tổng cộng 16.549 quả đạn pháo 5 inch trong suốt lượt phục vụ này. Nó quay trở về San Diego vào tháng 8, 1972, ba tháng trễ hơn so với dự định, và được tặng thưởng Đơn vị Tuyên dương Hải quân do thành tích phục vụ trong giai đoạn này.
Sau một giai đoạn nghỉ ngơi ngắn, George K. MacKenzie thực hiện chuyến đi thực tập cho học viên sĩ quan, khi nó được phái đi phục vụ canh phòng máy bay cho chiếc tàu sân bay Ranger (CV-61), vốn sắp được phái sang hoạt động tại Việt Nam. Nó đã đi đến địa điểm dự định gặp gỡ, nhưng Ranger đã không thể rời bến do bị hư hại hộp số giảm tốc của động cơ số 3 do bị phá hoại. Để tiếp tục kế hoạch thực tập cho học viên sĩ quan, chiếc tàu khu trục được lệnh đi đến Coos Bay, Oregon tham gia Lễ hội Cá Hồi tại đây. Sau đó nó lại được phái sang Việt Nam làm nhiệm vụ hỗ trợ hải pháo tại vùng biển Nam Việt Nam. Chiến tranh kết thúc vào đầu năm 1973.
George K. MacKenzie được cho xuất biên chế vào ngày 30 tháng 9, 1976, và rút tên khỏi danh sách Đăng bạ Hải quân vào ngày 1 tháng 10, 1976. Nó bị đánh chìm như một mục tiêu ngoài khơi California vào ngày 15 tháng 10, 1976.

## Phần thưởng
George K. MacKenzie được tặng thưởng sáu Ngôi sao Chiến trận do thành tích phục vụ trong Chiến tranh Triều Tiên.